# Mistrovství Evropy ve fotbale hráčů do 21 let 2002 – soupisky
Soupisky na Mistrovství Evropy ve fotbale hráčů do 21 let 2002, které se hrálo ve Švýcarsku.
| Zlato            | Stříbro            | Bronz             | Bronz                |
| ---------------- | ------------------ | ----------------- | -------------------- |
| Česko • Soupiska | Francie • Soupiska | Itálie • Soupiska | Švýcarsko • Soupiska |

## Skupina A

### Anglie
Hlavní trenér:  David Platt
| Jméno             | Datum narození | Datum úmrtí | Klub                      |
| Brankáři          | Brankáři       | Brankáři    | Brankáři                  |
| ----------------- | -------------- | ----------- | ------------------------- |
| Paul Robinson     | 15.10.1979     |             | Leeds United FC           |
| Stuart Taylor     | 28.11.1980     |             | Arsenal FC                |
| Stephen Bywater   | 7.6.1981       |             | West Ham United FC        |
| Obránci           |                |             |                           |
| Luke Young        | 19.7.1979      |             | Charlton Athletic FC      |
| Paul Konchesky    | 15.5.1981      |             | Charlton Athletic FC      |
| Martin Taylor     | 9.11.1979      |             | Blackburn Rovers FC       |
| Gareth Barry      | 23.2.1981      |             | Aston Villa FC            |
| Chris Riggott     | 1.9.1980       |             | Derby County FC           |
| Zat Knight        | 2.5.1980       |             | Fulham FC                 |
| Záložníci         |                |             |                           |
| Sean Davis        | 20.9.1979      |             | Fulham FC                 |
| David Dunn        | 27.12.1979     |             | Blackburn Rovers FC       |
| Jonathan Greening | 2.1.1979       |             | Middlesbrough FC          |
| Jermaine Pennant  | 15.1.1983      |             | Arsenal FC                |
| David Prutton     | 12.9.1981      |             | Nottingham Forest FC      |
| Jermaine Jenas    | 18.2.1983      |             | Newcastle United FC       |
| Scott Parker      | 13.10.1980     |             | Charlton Athletic FC      |
| Alan Smith        | 28.10.1980     |             | Leeds United FC           |
| Útočníci          |                |             |                           |
| Malcolm Christie  | 11.4.1979      |             | Derby County FC           |
| Jermain Defoe     | 7.10.1982      |             | West Ham United FC        |
| Peter Crouch      | 30.1.1981      |             | Aston Villa FC            |
| Bobby Zamora      | 16.1.1981      |             | Brighton & Hove Albion FC |
| Shola Ameobi      | 12.10.1981     |             | Newcastle United FC       |

### Itálie
Hlavní trenér:  Claudio Gentile
| Jméno                  | Datum narození | Datum úmrtí | Klub              |
| Brankáři               | Brankáři       | Brankáři    | Brankáři          |
| ---------------------- | -------------- | ----------- | ----------------- |
| Generoso Rossi         | 3.1.1979       |             | Benátky FC        |
| Vitangelo Spadavecchia | 25.11.1982     |             | SSC Bari          |
| Ivan Pelizzoli         | 18.11.1980     |             | AS Řím            |
| Obránci                |                |             |                   |
| Daniele Bonera         | 31.5.1981      |             | Brescia Calcio    |
| Gianpaolo Bellini      | 27.3.1980      |             | Atalanta BC       |
| Matteo Ferrari         | 5.12.1979      |             | FC Inter Milán    |
| Paolo Cannavaro        | 26.6.1981      |             | Parma Calcio 1913 |
| Paolo Castellini       | 25.3.1979      |             | Turín FC          |
| Dario Dainelli         | 9.6.1979       |             | Brescia Calcio    |
| Stefano Lucchini       | 2.10.1980      |             | Ternana Calcio    |
| Cesare Natali          | 5.4.1979       |             | Atalanta BC       |
| Záložníci              |                |             |                   |
| Massimo Donati         | 26.3.1981      |             | AC Milán          |
| Marco Marchionni       | 22.7.1980      |             | Parma Calcio 1913 |
| Matteo Brighi          | 14.2.1981      |             | Juventus FC       |
| Andrea Pirlo           | 19.5.1979      |             | AC Milán          |
| Manuele Blasi          | 17.8.1980      |             | AC Perugia Calcio |
| Fabio Gatti            | 4.1.1982       |             | AC Perugia Calcio |
| Giampiero Pinzi        | 11.3.1981      |             | Udinese Calcio    |
| Útočníci               |                |             |                   |
| Massimo Maccarone      | 6.9.1979       |             | Empoli FC         |
| Emiliano Bonazzoli     | 20.1.1979      |             | Parma Calcio 1913 |
| Andrea Caracciolo      | 18.9.1981      |             | Brescia Calcio    |
| Vincenzo Iaquinta      | 21.11.1979     |             | Udinese Calcio    |

### Portugalsko
Hlavní trenér:  Agostinho Oliveira
| Jméno                   | Datum narození | Datum úmrtí | Klub                  |
| Brankáři                | Brankáři       | Brankáři    | Brankáři              |
| ----------------------- | -------------- | ----------- | --------------------- |
| Sérgio Leite            | 16.8.1979      |             | Boavista FC           |
| Márcio Alexandre Santos | 5.5.1979       |             | Académica de Coimbra  |
| Ivo                     | 4.11.1980      |             | SC Salgueiros         |
| Obránci                 |                |             |                       |
| Briguel                 | 8.3.1979       |             | CS Marítimo           |
| Vasco Faisca            | 27.8.1980      |             | L.R. Vicenza          |
| Tonel                   | 13.4.1980      |             | Académica de Coimbra  |
| Jorge Ribeiro           | 9.11.1981      |             | Benfica Lisabon       |
| Bruno Alves             | 27.11.1981     |             | SC Farense            |
| Miguel Monteiro         | 4.1.1980       |             | Benfica Lisabon       |
| Paulo Ferreira          | 18.1.1979      |             | Vitória FC            |
| Záložníci               |                |             |                       |
| Ednilson                | 25.9.1982      |             | Benfica Lisabon       |
| Cândido Costa           | 30.5.1981      |             | FC Porto              |
| Hugo Viana              | 15.1.1983      |             | Sporting CP           |
| Paulo Costa             | 5.12.1979      |             | Reggina 1914          |
| Alhandra                | 5.3.1979       |             | Académica de Coimbra  |
| Tiago Mendes            | 2.5.1981       |             | SC Braga              |
| Pedro Mendes            | 26.2.1979      |             | Vitória SC            |
| Neca                    | 31.12.1979     |             | CF Os Belenenses      |
| Útočníci                |                |             |                       |
| Hélder Postiga          | 2.8.1982       |             | FC Porto              |
| Filipe Teixeira         | 2.10.1980      |             | FC Istres             |
| Ariza Makukula          | 4.3.1981       |             | FC Nantes             |
| António Semedo          | 1.6.1979       |             | CF Estrela da Amadora |

### Švýcarsko
Hlavní trenér:  Bernard Challandes
| Jméno              | Datum narození | Datum úmrtí | Klub                    |
| Brankáři           | Brankáři       | Brankáři    | Brankáři                |
| ------------------ | -------------- | ----------- | ----------------------- |
| Nicolas Beney      | 14.9.1980      |             | FC Sion                 |
| Thierry Bally      | 9.9.1979       |             | FC Luzern               |
| Reto Bolli         | 2.3.1979       |             | FC Schaffhausen         |
| Obránci            |                |             |                         |
| Rémo Meyer         | 12.11.1980     |             | FC Lausanne-Sport       |
| Ludovic Magnin     | 20.4.1979      |             | FC Lugano               |
| Stephan Keller     | 31.5.1979      |             | FC Curych               |
| Reto Zanni         | 9.2.1980       |             | FC St. Gallen           |
| Mario Eggimann     | 24.1.1981      |             | FC Aarau                |
| Luca Denicola      | 17.4.1981      |             | Grasshopper Club Zürich |
| Alain Rochat       | 1.2.1983       |             | Yverdon-Sport FC        |
| Záložníci          |                |             |                         |
| Stéphane Grichting | 30.3.1979      |             | FC Sion                 |
| Roman Friedli      | 13.3.1979      |             | FC Aarau                |
| Elvir Melunović    | 17.7.1979      |             | Grasshopper Club Zürich |
| Ricardo Cabanas    | 17.1.1979      |             | Grasshopper Club Zürich |
| Pascal Oppliger    | 1.4.1980       |             | Neuchâtel Xamax         |
| Ivan Previtali     | 22.10.1979     |             | SC Kriens               |
| Mario Raimondi     | 10.7.1980      |             | FC Thun                 |
| Útočníci           |                |             |                         |
| Daniel Gygax       | 28.8.1981      |             | FC Aarau                |
| Alexander Frei     | 15.7.1979      |             | Servette FC             |
| Johann Berisha     | 6.9.1979       |             | BSC Young Boys          |
| Rainer Bieli       | 22.2.1979      |             | FC St. Gallen           |
| André Muff         | 28.1.1981      |             | FC Luzern               |

## Skupina B

### Belgie
Hlavní trenér:  Jean-François de Sart
| Jméno                | Datum narození | Datum úmrtí | Klub                 |
| Brankáři             | Brankáři       | Brankáři    | Brankáři             |
| -------------------- | -------------- | ----------- | -------------------- |
| Jean-François Gillet | 31.5.1979      |             | SSC Bari             |
| Olivier Renard       | 24.5.1979      |             | Standard Lutych      |
| Cliff Mardulier      | 22.9.1982      |             | Lierse SK            |
| Obránci              |                |             |                      |
| Wouter Vrancken      | 3.2.1979       |             | KRC Genk             |
| Jonas De Roeck       | 20.12.1979     |             | Royal Antwerp FC     |
| Birger Maertens      | 6.4.1980       |             | Club Brugge KV       |
| Vincent Lachambre    | 6.11.1980      |             | Roda JC Kerkrade     |
| Stefan Teelen        | 10.4.1979      |             | KRC Genk             |
| Önder Turacı         | 14.7.1981      |             | RAA Louviéroise      |
| Záložníci            |                |             |                      |
| Sven Vandenbroeck    | 22.9.1979      |             | Roda JC Kerkrade     |
| Davy Theunis         | 28.1.1980      |             | KSK Beveren          |
| Kevin Van Kessel     | 9.4.1979       |             | Roda JC Kerkrade     |
| Christophe Grégoire  | 20.4.1980      |             | RE Mouscron          |
| Tim Reigel           | 28.10.1980     |             | SC Eendracht Aalst   |
| Peter Delorge        | 14.4.1980      |             | K. Sint-Truidense VV |
| Gonzague Vandooren   | 19.8.1979      |             | Standard Lutych      |
| Grégory Dufer        | 19.12.1981     |             | R. Charleroi SC      |
| Koen Daerden         | 8.3.1982       |             | KRC Genk             |
| Útočníci             |                |             |                      |
| Björn De Wilde       | 1.5.1979       |             | SC Eendracht Aalst   |
| Tom Soetaers         | 21.7.1980      |             | Roda JC Kerkrade     |
| Thomas Chatelle      | 31.3.1981      |             | KRC Genk             |
| Stein Huysegems      | 16.6.1982      |             | Lierse SK            |

### Česko
Hlavní trenér:  Miroslav Beránek
| Jméno            | Datum narození | Datum úmrtí | Klub              |
| Brankáři         | Brankáři       | Brankáři    | Brankáři          |
| ---------------- | -------------- | ----------- | ----------------- |
| Jaroslav Drobný  | 18.10.1979     |             | Panionios GSS     |
| Petr Čech        | 20.5.1982      |             | AC Sparta Praha   |
| Aleš Chvalovský  | 29.5.1979      |             | FK Chmel Blšany   |
| Obránci          |                |             |                   |
| Martin Jiránek   | 25.5.1979      |             | Reggina 1914      |
| Martin Horák     | 16.9.1980      |             | SK Sigma Olomouc  |
| Zdeněk Grygera   | 14.5.1980      |             | AC Sparta Praha   |
| Václav Drobný    | 9.9.1980       |             | FK Chmel Blšany   |
| David Rozehnal   | 5.7.1980       |             | SK Sigma Olomouc  |
| Tomáš Hübschman  | 4.9.1981       |             | AC Sparta Praha   |
| Záložníci        |                |             |                   |
| Petr Voříšek     | 19.3.1979      |             | FK Teplice        |
| David Kobylík    | 27.6.1981      |             | SK Sigma Olomouc  |
| Lukáš Zelenka    | 5.10.1979      |             | AC Sparta Praha   |
| Štěpán Vachoušek | 26.7.1979      |             | FK Teplice        |
| Michal Pospíšil  | 3.5.1979       |             | AC Sparta Praha   |
| Karel Piták      | 28.1.1980      |             | FC Hradec Králové |
| Jan Polák        | 14.3.1981      |             | FC Zbrojovka Brno |
| Radoslav Kováč   | 27.11.1979     |             | SK Sigma Olomouc  |
| Tomáš Hrdlička   | 17.2.1982      |             | SK Slavia Praha   |
| Útočníci         |                |             |                   |
| Milan Baroš      | 28.10.1981     |             | Liverpool FC      |
| Tomáš Jun        | 17.1.1983      |             | AC Sparta Praha   |
| Libor Žůrek      | 2.11.1979      |             | FC Baník Ostrava  |
| Rudolf Skácel    | 17.7.1979      |             | FC Hradec Králové |

### Francie
Hlavní trenér:  Raymond Domenech
| Jméno               | Datum narození | Datum úmrtí | Klub                   |
| Brankáři            | Brankáři       | Brankáři    | Brankáři               |
| ------------------- | -------------- | ----------- | ---------------------- |
| Mickaël Landreau    | 14.5.1979      |             | FC Nantes              |
| Damien Grégorini    | 2.3.1979       |             | Olympique Marseille    |
| Rémy Vercoutre      | 26.6.1980      |             | Montpellier HSC        |
| Obránci             |                |             |                        |
| Anthony Réveillère  | 10.11.1979     |             | Stade Rennais FC       |
| Julien Escudé       | 17.8.1979      |             | Stade Rennais FC       |
| Jean-Alain Boumsong | 14.12.1979     |             | AJ Auxerre             |
| Jérémie Bréchet     | 14.8.1979      |             | Olympique Lyon         |
| Sylvain Armand      | 1.8.1980       |             | FC Nantes              |
| Matthieu Delpierre  | 26.4.1981      |             | Lille OSC              |
| Philippe Mexès      | 30.3.1982      |             | AJ Auxerre             |
| David Di Tommaso    | 6.10.1979      |             | CS Sedan               |
| Záložníci           |                |             |                        |
| Mathieu Berson      | 23.2.1980      |             | FC Nantes              |
| Olivier Sorlin      | 9.4.1979       |             | Montpellier HSC        |
| Julien Sablé        | 11.9.1980      |             | AS Saint-Étienne       |
| Steed Malbranque    | 6.1.1980       |             | Fulham FC              |
| Benoît Pedretti     | 12.11.1980     |             | FC Sochaux-Montbéliard |
| Camel Meriem        | 18.10.1979     |             | FC Sochaux-Montbéliard |
| Lionel Mathis       | 4.10.1981      |             | AJ Auxerre             |
| Útočníci            |                |             |                        |
| Sidney Govou        | 27.7.1979      |             | Olympique Lyon         |
| Péguy Luyindula     | 25.5.1979      |             | Olympique Lyon         |
| Pierre-Alain Frau   | 15.4.1980      |             | FC Sochaux-Montbéliard |
| Cyril Chapuis       | 21.3.1979      |             | Olympique Marseille    |

### Řecko
Hlavní trenér:  Andreas Michalopoulos
| Jméno                   | Datum narození | Datum úmrtí | Klub                 |
| Brankáři                | Brankáři       | Brankáři    | Brankáři             |
| ----------------------- | -------------- | ----------- | -------------------- |
| Stefanos Kotsolis       | 5.6.1979       |             | Panathinaikos Athény |
| Giannis Liourdis        | 22.2.1979      |             | Paniliakos FC        |
| Nikolaos Anastasopoulos | 5.8.1979       |             | AO Xanthi            |
| Obránci                 |                |             |                      |
| Kostas Louboutis        | 10.6.1979      |             | Aris Soluň           |
| Efstathios Tavlaridis   | 25.1.1980      |             | Arsenal FC           |
| Sotirios Kyrgiakos      | 23.7.1979      |             | Panathinaikos Athény |
| Giourkas Seitaridis     | 4.6.1981       |             | Panathinaikos Athény |
| Vangelis Nastos         | 13.9.1980      |             | PAOK Soluň           |
| Georgios Kyriazis       | 28.2.1980      |             | Iraklis Soluň        |
| Minas Pitsos            | 8.10.1980      |             | OFI Kréta            |
| Spyros Vallas           | 26.8.1981      |             | AO Xanthi            |
| Záložníci               |                |             |                      |
| Christos Patsatzoglou   | 19.3.1979      |             | Olympiakos Pireus    |
| Konstantinos Katsuranis | 21.6.1979      |             | Panachaiki FC        |
| Giorgos Theodoris       | 3.7.1980       |             | Aris Soluň           |
| Pantelis Kafes          | 24.6.1978      |             | PAOK Soluň           |
| Anestis Agritis         | 16.4.1981      |             | Egaleo FC            |
| Lampros Vangelis        | 10.2.1982      |             | ACR Siena 1904       |
| Útočníci                |                |             |                      |
| Ioannis Amanatidis      | 3.12.1981      |             | SpVgg Greuther Fürth |
| Dimitrios Papadopoulos  | 20.10.1981     |             | Burnley FC           |
| Georgios Kazantzis      | 6.2.1979       |             | Aris Soluň           |
| Angelos Charisteas      | 9.2.1980       |             | Aris Soluň           |
| Dimitris Salpingidis    | 10.8.1981      |             | PAOK Soluň           |